# Licania humilis
Licania humilis là một loài thực vật có hoa trong họ Cám. Loài này được Cham. & Schltdl. mô tả khoa học đầu tiên năm 1826.

## Hình ảnh

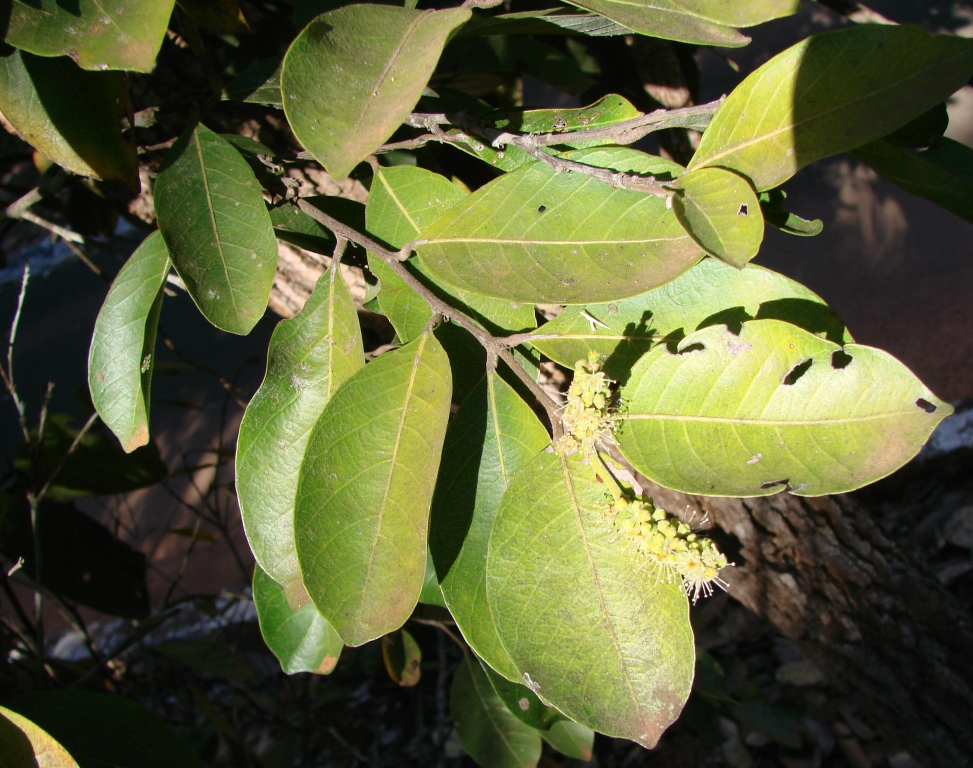